# الاگ
الاگ (به عربی: ألاک) شهری در موریتانی و مرکز استان براکنه است. الاگ ۱۵٬۵۲۱ نفر جمعیت دارد.